# Gunvor Anér
Gunvor Dagmar Anér, född Löfvendahl den 18 december 1892 i Högeruds socken, Värmland, död den 9 september 1967 i Stockholm, var en svensk lärarinna och poet.

## Biografi
Anér föddes i Högeruds socken sydost om Arvika 1892. Fadern var folkskolläraren Johan Löfvendahl och modern var Maria Löfvendahl, född Hagman. Hennes syster var Hillevi Löfvendahl, sedermera Sveriges första kvinnliga överläkare i psykiatri och överläkare vid Ryhovs sjukhus i Jönköping. Anér gifte sig under 1919 med direktören Josef Anér (1889-1984) från Misterhult, Oskarshamns kommun. Tillsammans fick de barnen Kerstin (1920-1991) och Sven (1921-2018).
Anér var under sin levnad i huvudsak verksam som lärarinna. Under delar av 1920-talet och 1930-talet skrev Anér radiopjäser och radiosketcher som barnen Kerstin och Sven sedan framförde med moderns hjälp, bland annat i radioprogrammet Barnens brevlåda med Sven Jerring. Anér skrev även barnvisor vilka tonsattes av Gunnar Edander och sjöngs in av Lottie Ejebrant. Mot slutet av 1950-talet och en bit in på 1960-talet publicerade hon tre diktsamlingar. Hennes poesi utmärker sig genom att den är skriven på värmländsk dialekt och hon räknas därför som så kallad dialektpoet. Anér övergav inte sitt värmländska ursprung, och förutom att gestalta det genom dikterna, var hon en mångårig och aktiv medlem och ledamot i Wermländska Sällskapet i Stockholm, och då särskilt dess damgille.
Tillsammans med sin make inrättade Anér 1960 en stiftelse, kallad Gunvor och Josef Anérs stiftelse. Stiftelsen har till ändamål att främja utbildning, utöva hjälpverksamhet samt understöda forskning inom humaniora. Aner utnämndes 1967 till ledamot av första klass i Vasaorden.
I september 1967 gick Anér bort efter en längre tids sjukdom. Hon och hennes make är begravda tillsammans vid Misterhults kyrka, i Oskarshamns kommun.

### Gunvor Anérs litteraturpris
Till minne av Anér instiftade den stiftelse hon och maken lagt grunden för ett litteraturpris som skulle delas ut under tio års tid. Priset delades ut av Samfundet de nio och hette Gunvor Anérs litteraturpris. Prissumman uppgick till 10 000 kronor per pristagare, och det kom att delas ut sex gånger mellan åren 1976–1983.
Följande personer förärades priset:
- 1976 – Anna Rydstedt
- 1977 – Maj-Britt Eriksson
- 1978 – Britt G. Hallqvist
- 1980 – Karl Rune Nordkvist samt Per Agne Erkelius
- 1981 – Per Erik Wahlund
- 1983 – Birger Norman